# Denys Kožanov
Denys Stanislavovyč Kožanov (in ucraino Денис Станіславович Кожанов?; in russo Денис Станиславович Кожанов?, Denis Stanislavovič Kožanov; Mariupol', 13 giugno 1987) è un ex calciatore ucraino, di ruolo centrocampista.

## Carriera

### Club
Dopo aver cominciato la sua carriera nello Šachtar, nel 2007 viene ceduto in prestito al Karpaty.

### Nazionale
Nel 2010 debutta con la Nazionale ucraina.

## Palmarès

### Club

#### Competizioni nazionali
- Perša Liha: 2

Sevastopol': 2012-2013
Mariupol': 2016-2017

### Individuale
- Capocannoniere della Perša Liha: 1

2019-2020 (18 gol)